# استان پاچیتئا
استان پاچیتئا (به اسپانیایی: Provincia de Pachitea) یک استان در پرو است که در منطقه اوئانوکو واقع شده‌است. استان پاچیتئا ۲٬۶۲۹٫۹۶ کیلومتر مربع مساحت و ۵۱٬۸۶۱ نفر جمعیت دارد.